# کاستلوکیو دی روا باربنا
کاستلوکیو دی روا باربنا (به ایتالیایی: Castelvecchio di Rocca Barbena) یک کومونه در ایتالیا است که در استان ساونا واقع شده‌است.

## خصوصیات
کاستلوکیو دی روا باربنا ۱۶٫۷ کیلومترمربع مساحت و ۱۸۰ نفر جمعیت دارد و ۴۲۰ متر بالاتر از سطح دریا واقع شده‌است.